# F1電影
《F1電影》（英語：F1，或稱為）是一部2025年美國運動劇情片，由約瑟夫·柯金斯基執導，艾倫·克勞格編劇，題材取自国际汽车联合会創辦的同名賽車比賽；故事講述一位曾因重傷退休的一級方程式（F1）車手時隔三十年重出江湖參加F1比賽。主演陣容包括布萊德·彼特、丹姆森·伊卓斯、凯瑞·康顿、托比亞·曼齊司和哈維爾·巴登。国际汽车联合会參與了製作；賽車片段取用並改編自2023年及2024年賽季的鏡頭，真實的F1車隊和車手也亮相其中，路易斯·漢米爾頓亦擔任監製。
《F1電影》2025年6月16日在紐約市的无线电城首映，2025年6月27日在美國各地上映，由華納兄弟影業負責發行。電影獲得影評界的普遍好評，全球票房超過5億美元。

## 劇情
桑尼·海耶斯（Sonny Hayes）是年长的美国赛车手，也曾是F1賽車手。他于1990年代为蓮花车队效力，但其F1生涯因1993年西班牙大奖赛的一场严重撞车事故而终结。此后，他的人生陷入低谷，不仅染上赌瘾，还经历了三段失败的婚姻。在赢得戴通納24小時耐力賽后，他收到了前蓮花车队队友、现任APXGP F1车队所有者鲁本·塞万提斯（Ruben Cervantes）的邀请，加入該車隊。塞万提斯透露，车队目前在F1賽事中排名垫底，其投资者威胁称，若车队无法在当年剩余的九场大奖赛中赢得一场，便会将其出售。海耶斯在塞万提斯以“成为世界最佳”的激励下，最终接受了这份邀约。不過海耶斯要先嘗試駕駛車隊的賽車，得到車隊認可後才能成為正式車手。
在銀石賽道的测试中，海耶斯会见了车队负责人卡斯帕·斯莫林斯基（Kaspar Smolinski）、技术总监凯特·麦克纳（Kate McKenna）以及充满雄心的英国新秀车手乔舒亚·皮尔斯（Joshua Pearce）。据团队透露，此前已有七位车手未能加入車隊。皮尔斯表现出傲慢态度，但同时担忧车队若被出售，自己的席位将不保，因此认为必须超越队友以证明自己的价值。在测试賽車期间，海耶斯难以适应现代F1赛车的复杂性，但凭借其经验迅速指出了APXGP赛车的核心弱点。尽管他在一次极限驾驶中发生撞车，斯莫林斯基仍认可其高超技术，并决定与他签约。
海耶斯于英国大奖赛正式回归。尽管APXGP车队在发车后表现优异，但因维修站效率低下，两位车手名次跌至末位。比赛中，海耶斯无视车队指令，拒绝为皮尔斯让车，导致二人发生碰撞。在随后的匈牙利大奖赛中，海耶斯通过利用F1规则修复了与皮尔斯的关系：他故意与其他车手碰撞以引发安全车，从而帮助皮尔斯追近中游车阵，并最终为APXGP车队赢得了历史上的首个积分。此后，海耶斯对即将到来的意大利大奖赛进行了多次模拟器训练，并说服麦克纳对赛车进行重新设计，使其更具“缠斗”（combat）能力。在受降雨影响的意大利大奖赛期间，海耶斯建议皮尔斯在湿滑赛道上继续使用光头胎。此举虽有水漂效应的风险，却使皮尔斯的排名跃升至第二位。然而，皮尔斯未采纳海耶斯等待直道再行超车的建议，在帕拉波里卡弯（Curva Parabolica）试图超越馬克斯·維斯塔潘时撞上路肩，赛车飞出护栏后起火。海耶斯将皮尔斯从燃烧的赛车中救出。皮尔斯因此次事故缺席了接下来的三场比赛，期间海耶斯则持续获得积分。皮尔斯在受伤后康复的过程中，体会到了海耶斯三十年前被伤病中断职业生涯的痛苦，他开始理解海耶斯，并开始尝试使用海耶斯老派的训练方式，同时他也决心在赛道上击败海耶斯。
在皮尔斯的回归之战——比利時大獎賽上，其激进的驾驶风格导致他在莱科姆弯（Les Combes）与海耶斯发生碰撞，迫使海耶斯退赛，海耶斯对此感到愤怒。赛季仅剩两场比赛，麦克纳组织了一场德州扑克牌局，胜者将在拉斯維加斯大獎賽中获得战术上的优先待遇。皮尔斯赢得了牌局，但在他离开后，海耶斯向麦克纳透露，自己是故意放弃了一手必胜的牌。麦克纳对海耶斯的做法印象深刻，两人当晚共度一夜。随后，塞万提斯前来告知，称收到匿名举报指控麦克纳非法制造升级部件。麦克纳否认有违规行为，但国际汽车联合会仍要求移除相关部件。比赛中，海耶斯因没有带上自己的幸运物感到慌张在与沙治奧·佩雷斯的对抗中发生撞车並因此受傷。海耶斯康复期间，塞万提斯获悉其1993年的旧伤造成了永久性损伤，遂以安全为由将其解雇。董事会成员彼得·班宁（Peter Banning）向海耶斯承认，该举报由他策划，意在罢免塞万提斯并出售APXGP车队。班宁提出，若交易达成，将让海耶斯为车队的一号车手。
在赛季收官战阿布扎比大奖赛前，皮尔斯承诺将以更负责和守纪律的态度比赛，并承认自己在意大利的事故并非是海耶斯的过错造成的。海耶斯说服塞万提斯允许自己参赛，并回绝了班宁的提议。国际汽车联合会經调查後允许APXGP重新装配其设计的升级部件並为麦克纳洗清嫌疑。比赛期间，皮尔斯通过延迟进站策略一度取得领先，但随后被路易斯·咸美頓和夏尔·勒克莱尔超越。此时，排名第四的海耶斯在与喬治·羅素的缠斗中发生碰撞，触发了红旗，使得两位APXGP车手得以在比赛重启时换上比领先者更新的轮胎。重启后，海耶斯超越勒克莱尔，迫使领跑者汉密尔顿防守自己，为皮尔斯创造机会，从而牺牲了自己争冠的可能。然而，在最后一圈，汉密尔顿与皮尔斯发生碰撞，意外地为海耶斯创造了机会，使其赢得了职业生涯的首个分站冠军，并成功阻止了车队的出售。海耶斯与塞万提斯在领奖台上庆祝，宣称“我们是世界最佳”。赛后，梅赛德斯AMG车队负责人托托·沃尔夫向皮尔斯发出加盟邀请，但遭到拒绝。海耶斯与麦克纳道别后独自离开了。皮尔斯向海耶斯表示祝贺后，二人分道扬镳。海耶斯自F1退役，重返其游牧生活，并为一支小型车队无偿参加了巴哈1000越野賽。

## 演員
- 布萊德·彼特飾演桑尼·海耶斯
- 丹姆森·伊卓斯飾演約書亞·「諾亞」·皮爾斯（Joshua "Noah" Pearce）
- 凯瑞·康顿飾演凱特
- 托比亞·曼齊司飾演班寧（Banning）
- 哈維爾·巴登飾演魯本：桑尼的朋友兼APXGP車隊負責人。
- 莎拉·奈爾斯飾演貝奈黛特（Bernadette）：諾亞之母。
- 金·波德尼亞飾演卡斯帕
- 謝伊·惠格姆飾演奇普·哈特（Chip Hart）
- 約瑟夫·巴爾德拉馬飾演里科·法齊奧（Rico Fazio）
- 山姆森·卡約飾演卡希曼（Cashman）
- 凱莉·庫克飾演茱蒂（Jodie）
- 威爾·梅瑞克飾演尼克爾比（Nickleby）
- 阿布杜·薩里斯飾演道奇（Dodge）

此外，西蒙·艾希莉出演了一个据信为約書亞·皮爾斯女友的未公开角色，但她的出场鏡頭最終被刪除。
本片於2023年及2024年賽季期間拍攝，出現在片中的真實F1賽車手包括：亚历山大·阿尔本（泰國）、费尔南多·阿隆索（西班牙）、奥利弗·贝尔曼（英國）、瓦尔特里·博塔斯（芬蘭）、弗兰科·科拉平托（阿根廷）、尼克·德弗里斯（荷蘭）、杰克·杜汉（澳大利亞）、皮埃爾·蓋斯利（法國）、周冠宇（中國）、路易斯·漢米爾頓（英國）、尼可拉斯·賀根堡（德國）、利亞姆·勞森（紐西蘭）、夏尔·勒克莱尔（摩納哥）、凱文·馬格努森（丹麥）、蘭多·諾里斯（英國）、埃斯特班·奧康（法國）、沙治奧·佩雷斯（墨西哥）、奥斯卡·皮亚斯特里（澳大利亞）、丹尼尔·里卡多（澳大利亞）、喬治·羅素（英國）、小卡洛斯·塞恩斯（西班牙）、羅根·沙俊（美國）、蘭斯·斯托爾（加拿大）、角田裕毅（日本）、馬克斯·維斯塔潘（荷蘭）。
出現在片中的真實F1賽車業界人士包括：斯特法诺·多梅尼卡利、扎克·布朗、克里斯蒂安·霍納、京特·施泰納、勞倫斯·斯特羅爾、弗雷德里克·瓦瑟尔、詹姆斯·沃勒斯、托托·沃尔夫。天空體育F1台評論員馬丁·布倫德與大衛·克羅夫特也於片中講解賽況，而雷伊·迪菲則負責講解戴通納24小時耐力賽的賽況。客串嘉賓包括賽車手伯努瓦·特雷呂耶和賽車運動主持人威爾·巴克斯頓。

## 製作
2021年12月，《好萊塢報導》透露，傑瑞·布洛克海默將製作一部由布萊德·彼特主演的電影，由在《捍衛戰士：獨行俠》（2022年）與布洛克海默合作的約瑟夫·柯金斯基擔任導演，艾倫·克勞格擔任編劇。消息人士稱，一級方程式賽車手路易斯·漢米爾頓也參與本片的拍攝。當天，版權競標已開始，派拉蒙影業、米高梅、索尼影視娛樂、環球影業和华特迪士尼影片以及串流媒體Netflix、蘋果和亞馬遜影業（現稱為亞馬遜米高梅工作室）都有興趣。彼特因其參與而獲得了3000萬美元的報酬。11月，克劳迪奥·米兰达宣布將擔任本片的攝影指導。
據Deadline Hollywood網站2023年4月稱，經過漫長的選角過程（包括2023年1月駕車演員的候選名單），丹姆森·伊卓斯被選中。凯瑞·康顿和托比亞·曼齊司將在接下來的幾個月內加入演員陣容。莎拉·奈爾斯也加入了演員陣容。
電影在拍攝之前，彼特和伊卓斯在法國保罗·里卡尔赛道測試了三級方程式和二級方程式賽車。2023年7月，電影在英國銀石賽道展開主要拍攝，行程包括在7月8日至9日的2023年英国大奖赛週末期間進行拍攝。彼特在比賽週末期間駕駛了一輛經過改裝的二級方程式賽車，並添加了一級方程式空氣動力套件，但沒有在正式的F1比賽中駕駛。拍攝也在2024年戴通納24小時耐力賽期間進行；120號Wright Motorsports保時捷911 GT3 R（992）裝備了攝影機並且參加比賽時車輛上的塗裝與電影中的車輛塗裝一致。在2023年英國大獎賽上接受馬丁·布倫德採訪時，彼特證實哈維爾·巴登將扮演車隊老闆。
ESPN曾在2023年7月報導稱該片名為《巔峰》（Apex），但後來撤回了此聲明。2024年7月5日，宣布電影名為《F1》 ，並在2024年英国大奖赛前首映了預告片。
2024年5月，Puck網站的馬修·貝洛尼（Matthew Belloni）表示本片的預算為3億美元。布洛克海默和柯金斯基反駁了此說法；前者稱贊助是導致預算降低的原因，而後者則表示：「不確定這個數字從何而來，我以前拍攝的電影中，外界流傳的預算從來沒有像這個報道那樣能和真實預算相差那麼多。」

## 音樂
在2024年奥地利大奖赛期間，漢斯·季默宣布將為本片配樂，成為繼《捍衛戰士：獨行俠》之後與柯金斯基的第二次合作。

## 發行
2022年6月，蘋果公司以價值1.3至1.4億美元收購了本片的發行權（不含線外報酬）。2024年6月，華納兄弟影業從蘋果公司獲得了院線發行權，定檔2025年6月25日以IMAX格式在國際上映，2025年6月27日在國內上映，之後上線Apple TV+。

## 迴響

### 票房
《F1電影》在美國和加拿大與《人工殺姬2.0》同時上映，業內預估本片首映週末票房將落於3500萬至6000萬美元之間，大多數的估計值約4000萬美元。預映票房為1000萬美元，其中包括週四晚間提前場的700萬美元。本片首映票房開盤達5540萬美元，登上當週北美票房冠軍，全球首映票房總計為1.463億美元。此成績被認為是蘋果工作室的第一部票房大片，也是該公司第一部在首映週末就登頂票房榜首的電影。電影的第二個週末票房就累積超過了2億美元。8月初，《F1電影》成為史上票房最高的布萊德·彼特電影，超過了《僵尸世界大战》（2013年，5.4億美元）的院線票房。
| 上一届： 《馴龍高手》            | 2025年美國週末票房冠軍 第26週    | 下一届： 《侏羅紀世界：重生》        |
| 上一届： 《馴龍高手》            | 2025年台北週末票房冠軍 第26週    | 下一届： 《侏羅紀世界：重生》        |
| 上一届： 《侏羅紀世界：重生》    | 2025年台北週末票房冠軍 第28-31週 | 下一届： 《鬼滅之刃劇場版 無限城篇》 |
| 上一届： 《馴龍記》              | 2025年香港一週票房冠軍 第25-28週 | 下一届： 《神奇4俠：英雄第一步》     |
| 上一届： 《馴龍記》              | 2025年香港週末票房冠軍 第26-29週 | 下一届： 《神奇4俠：英雄第一步》     |
| 上一届： 《神奇4俠：英雄第一步》 | 2025年香港一週票房冠軍 第31週    | 下一届： 《鬼滅之刃劇場版 無限城篇》 |
| 上一届： 《神奇4俠：英雄第一步》 | 2025年香港週末票房冠軍 第32週    | 下一届： 《鬼滅之刃劇場版 無限城篇》 |
| 上一届： 《馴龍高手》            | 2025年韩国周末票房冠军 第26週    | 下一届： 《侏羅紀世界：重生》        |
| 上一届： 《侏羅紀世界：重生》    | 2025年韩国周末票房冠军 第29週    | 下一届： 《全知读者视角》            |

### 評價
本片在爛番茄網站上根據347則影評而持有82%的新鮮度，大部分影評認為：「《F1電影》中的布萊德·彼特具有魅力，加上約瑟夫·柯金斯基出色的執導，讓復古酷炫的元素推向極致。」電影在Metacritic網站上根據56位影評人的意見，獲得了68分（滿分100分），象徵著「普遍好評」。

## 外部連結
- 互联网电影数据库（IMDb）上《F1電影》的资料（英文）
- Metacritic上《F1電影》的資料（英文）
- Box Office Mojo上《F1電影》的资料（英文）
- 爛番茄上《F1電影》的資料（英文）
- AllMovie上《F1電影》的资料（英文）
- 開眼電影網上《F1電影》的資料（繁體中文）
- 豆瓣电影上《F1電影》的資料 （简体中文）
- 时光网上《F1電影》的資料（简体中文）